# 124. jurišni odred (TO RS)
Za druge 124. odrede glejte 124. odred.
124. jurišni odred je bil jurišni odred Teritorialne obrambe Republike Slovenije, ki je deloval med slovensko osamosvojitveno vojno.

## Zgodovina
Po splošni mobilizaciji 27. junija 1991 ni bil odred vpleten v nobeno akcijo, ampak le v splošno zavarovalno nalogo Slovenskih Konjic, saj tu ni bilo prisotnih enot JLA.
Zaradi tega je 8. PŠTO ukazalo, da se odred pošlje v Vzhodnoštajersko pokrajino, kjer so potrebovali dodatne enote. Tako se je 2. julija odred odpeljal proti Hočam. Naslednji dan je nadaljeval pot proti Vidmu ob Ščavnici in nato proti Lenartu. Tu je dobil ukaz, da zavaruje blokado in zaustavi kolono JLA. Odredu to ni uspelo zaradi nezadostne moči, toda uspelo mu je poškodovati en tank in tovornjak. Zvečer se je odred premaknil v Gornjo Radgono v pomoč tamkajšnjim enotam, toda ko so prišli, so se boji že končali. Tu je odred ostal do 4. julija, nakar se je vrnil v Slovenske Konjice.

## Organizacija
1991
- štab
- 1. pehotni vod
- 2. pehotni vod
- 3. pehotni vod
- vod za ognjeno podporo
- zaledni vod

Odred je tako imel 88 pripadnikov, ki so bili oboroženi s:
- 32 avtomatskimi puškami AK-47/M-70,
- 58 polavtomatskimi puškami M-59/66,
- 4 polavtomatskimi ostrostrelnimi puškami M-76,
- 26 polavtomatskimi pištolami,
- 6 avtomatskimi pištolami,
- 4 ročnimi netrzajnimi metalci M-57,
- 7 raketnimi ročnimi metalci Osa in
- 8 armbrusti.

## Poveljstvo
Poveljniki
- major Jože Topolšek

Namestniki poveljnika
- stotnik Edvard Tič